# Alioune Badara Bèye
Pour les articles homonymes, voir Bèye.
Alioune Badara Bèye, né le 28 septembre 1945 à Saint-Louis et mort le 1er décembre 2024, est un écrivain sénégalais, à la fois dramaturge, auteur notamment de pièces historiques, poète et romancier, également fonctionnaire et éditeur.
Il est chargé de la coordination du troisième Festival mondial des Arts nègres (FESMAN III) tenu du 10 au 31 décembre 2010 à Dakar.
Il est président de l'Association des écrivains sénégalais et préside la Fédération internationale des écrivains de langue française.

## Biographie
Alioune Badara Bèye naît le 28 septembre 1945 à Saint-Louis.
Il fonde la maison d'édition Maguilen dont le nom dérive du nom du défunt fils du grand poète Léopold Sédar Senghor.
En 2005, il est élu président de la Fédération internationale des écrivains de langue française. Il est chargé de la coordination du troisième Festival mondial des Arts nègres (FESMAN III) tenu en décembre 2006.
Il est président de l'Association des écrivains sénégalais et préside la Fédération internationale des écrivains de langue française.
Il crée de nombreuses productions diffusées sur cinquante-deux chaînes à travers le monde dont Les Derniers Jours de Lat-Dior et Nder in Fiamma.
En 2012, il obtient l'honneur du mérite du président de la république du Sénégal. Il est nommé président du jury du prix international de poésie consacré à Tchicaya U Tam'si.
Il vivait à Dakar et faisait la promotion des nouveaux auteurs sénégalais.
Il meurt le 1er décembre 2024 à l'âge de 79 ans au Sénégal.

## Œuvres
- Dialawali, terre de feu, 1980 (théâtre)
- Le sacre du cedo, 1982 (théâtre)
- Maba, laisse le Sine, 1987 (théâtre)
- Nder en flammes, 1988 (théâtre)
- Demain, la fin du monde : un avertissement à tous les dictateurs du monde, 1993 (théâtre)
- Les larmes de la patrie, 2003 (théâtre)
- Raki : fille lumière, 2004 (roman)
- Les bourgeons de l'espoir, 2005 (poésie)
- De l'uniforme à la plume, 2008